# Lophuromys ansorgei
Lophuromys ansorgei — вид гризунів родини мишових (Muridae). Він був ідентифікований у 1896 році де Вінтоном як L. ansorgei. Однак його широко вважали L. sicapusi до 2000 року, коли Уолтер Верхейєн, Тео Дірккс і Ян Хулсельманс опублікували дослідження в Бюлетені Королівського бельгійського інституту природничих наук, описуючи його як окремий вид.

## Розповсюдження
Поширення виду до кінця невідоме. Згідно з дослідженням W. Verheyen та ін., вид зустрічається в Західній Африці від нижньої течії річки Конго в Східній Демократичній Республіці Конго та в Східній Африці від Уганди через Західну Кенію до Північної Танзанії. Проте ще належить з’ясувати, чи L. ansorgei поширюється від Східної Африки вздовж північного та південного краю Конголезького центрального лісового блоку до нижньої течії річки Конго, чи ареал уздовж нижньої течії Конго є історичним ареалом виду.